# Worldwide Candle Lighting
Die Initiative Weltweites Kerzenleuchten (Internationales Worldwide Candle Lighting) unterstützt und begeht am zweiten Sonntag des Monats Dezember einen jährlichen Weltgedenktag für alle verstorbenen Kinder. Die Initiatoren und Unterstützer laden Angehörige in der ganzen Welt ein, diesem Tag ihrer verstorbenen Kinder, Enkel und Geschwister besonders zu gedenken.
In Deutschland wird die Initiative vor allem vom Bundesverband verwaister Eltern e. V. unterstützt, einem Zusammenschluss von Selbsthilfegruppen trauernder Eltern. Der Verein beschreibt die vorgeschlagene Begehungsweise und die Bedeutung und Symbolik derselben wie folgt:

„[…] Ein Licht geht um die Welt. Jedes Jahr am 2. Sonntag im Dezember stellen seit vielen Jahren betroffene Familien um die ganze Welt um 19 Uhr brennende Kerzen in die Fenster. Während die Kerzen in der einen Zeitzone erlöschen, werden sie in der nächsten entzündet, so dass eine Lichterwelle 24 Stunden die ganze Welt umringt. Jedes Licht im Fenster steht für ein Kind, welches verstorben ist und für das Wissen, dass diese Kinder das Leben erhellt haben und das sie nie vergessen werden. […]“

„Das Licht steht auch für die Hoffnung, daß die Trauer das Leben der Angehörigen nicht für immer dunkel bleiben läßt. Das Licht schlägt Brücken von einem betroffenen Menschen zum anderen, von einer Familie zur anderen, von einem Haus zum anderen, von einer Stadt zur anderen, von einem Land zum anderen. Es versichert Betroffene der Solidarität untereinander. Es wärmt ein wenig das kalt gewordene Leben und wird sich ausbreiten, wie es ein erster Sonnenstrahl am Morgen tut.“

Außerdem laden Selbsthilfegruppen zu gemeinsamen Gedenk- und Trauerveranstaltungen ein und es werden im Internet kleine Texte zum Thema Erinnerung und Trauer auf Kondolenzseiten eingetragen.

## Geschichte
Die Idee geht auf eine Vereinigung verwaister Eltern und ihrer Angehörigen in den USA, den „Compassionate Friends“ zurück, die diese Initiative 1996 ins Leben riefen. Die Website „Gedenkseiten.de“ berichtet zur Geschichte der Initiative:

„Die Initiative The Compassionate Friends ist eine Selbsthilfevereinigung für Familien, die ein Kind verloren haben. Sie wurde vor über vierzig Jahren in England gegründet, als ein Kaplan per Zufall bemerkte, dass sich die trauernden Eltern gegenseitig viel besser helfen konnten, als er als Seelsorger es vermochte. Die gemeinsame Erfahrung war so verbindend, dass andere Methoden dahinter zurück blieben. […] Der us-amerikanische Name des Gedenktages ist mittlerweile markenrechtlich gegen Missbrauch geschützt worden, jedoch wünscht die Vereinigung nach wie vor ausdrücklich die öffentliche Weiterverbreitung von Informationen, Plakaten und dem offiziellen Logo im Sinne der Kinder.“